# رودولف من راينفيلدن
رودولف من راينفيلدن (بالألمانية:Rudolf von Rheinfelden؛ح.1025 - 15 أكتوبر 1080)؛ كان دوق شوابيا (1057-1097)؛ وأيضا هو صهر الإمبراطور هاينريش الرابع.
في 1077 بمجرد اندلاع نزاع التنصيب بين البابا غريغوري السابع والإمبراطور هاينريش الرابع، اختير رودولف كـ ملك بديل أو منافس لألمانيا من قبل الأرستقراطية الألمانية المعارضة لإمبراطور الذي أصبح تمردهم يعرف بـ الثورة ساكسونيا الكبرى، أثناء صراعهم على السيادة في الإمبراطورية الرومانية المقدسة، توفي رودولف أثناء ملقاته الإمبراطور هاينريش الرابع في معركة إلستر في 1080 من خلال إصابته بجروح، لاحقاً انتخب هيرمان من سالم.